# 離島特警
《離島特警》（英語：Rural Hero）是香港電視廣播有限公司製作的時裝警匪電視劇，全劇共20集，監製潘嘉德。此劇是在坪洲實景拍攝。該劇是無綫第三套以香港離島為題材的電視劇（繼《水鄉危情》及《大澳的天空》後）。该剧在香港播出时曾创下了43点的高收视率，即共有223萬觀眾。
此劇於2002年1月在翡翠台、2014年11月、2017年7月22日在TVB經典台、2006年6月14日在TVB星河頻道重播,亦曾在南方電視台影視頻道重播。

## 故事大綱
位于繁忙的香港闹市外有一隅纯朴而宁静的小岛，这里人过着简单朴素的生活，有着自己的民风习惯，却被新调派而来的巡警杨家聪（呂頌賢饰）扰乱了；家聪本是一名香港飞虎队员，因一次奋勇抵抗匪徒受伤，又遭余党伏击，故被调派来此小岛静养。他为人极讲原则，为使他与下屬及村民发生了不少的磨擦。本性善良的王安顺（郭晉安饰）出生于这一纯朴小岛，却因家庭问题而自幼离家到复杂的城市谋生，无奈误入歧途以至锒铛入狱。安顺出狱后本欲洗心革面重新做人，可惜命运却迫他再次犯案，之后给他順利逃脱返回出生的小岛暫時躲避。安順重回小岛後，不但解开了多年的心结更与家聪成了莫逆之交，家聪则与安顺之妹王安心（宣萱饰）由冤家发展成情侣，同时逐渐受到村民们的信赖和爱戴。在大家以为相安无事，大团圆结局之时，安顺竟发现当天与其枪火相博的飛虎隊警員就是身為警察的家聪……

## 演員表

### 警方

#### 坪洲警崗
| 演員   | 角色   | 關係/暱稱 |
| 呂頌賢 | 楊家聰 | 楊Sir、家聰 督察 前飛虎隊成員（第1集），於第20集調回飛虎隊 楊俊傑、林初荔（自己不知情）之子 宋碧雲之孫 沈天祐、王安順之好友 江靜芝之前男友 王安心之男友 雷真琴之暗戀對象 陳仲棋、曾英偉、雷真輝、李勤力之上司，與他們不和，最後和好 劉Sir之下屬 古威虎之死敵 於第1集槍傷王安順（不知道對方的身份），後把古威豹擊斃 於第19集與林初荔相認 於第20集得知王安順為自己射傷的悍匪，最後把古威虎擊斃 |
| 李龍基 | 陳仲棋 | 棋叔 警長，於第20集升職為督察 陳瑩瑩之父 曾英偉、雷真輝、李勤力之上司 楊家聰之下屬，與他不和，最後和好 |
| 李成昌 | 李勤力 | 阿力 警員，編號10309，於第20集升職為警長 楊家聰之下屬，與他不和，最後和好 一度被王炳坤懷疑與馬秋香有一腿 |
| 莫家堯 | 曾英偉 | 阿偉 警員，編號11899 楊家聰之下屬，與他不和，最後和好 |
| 蔣 克  | 雷真輝 | 阿輝 警員，編號13283 楊家聰之下屬，與他不和，最後和好 雷添福、羅石榴之子 雷真琴之弟 |

#### 特別任務連
| 演員   | 角色   | 關係/暱稱                                                            |
| 河國榮 | 劉Sir  | 警司 楊家聰、沈天祐上司                                              |
| 張松枝 | 沈天祐 | 天祐 督察 劉Sir之下屬 楊家聰之好友 江靜芝之丈夫 於第11集被古威虎擊斃 |
| 呂頌賢 | 楊家聰 | 楊Sir、家聰 督察 參見坪洲警崗                                        |

### 王家
| 演員   | 角色   | 關係/暱稱 |
| 劉 江  | 王炳坤 | 坤記雜貨老闆 馬秋香之夫 王安順、王安心、王安全之父 一度懷疑馬秋香與李勤力有一腿 |
| 陳曼娜 | 馬秋香 | 坤記雜貨老闆娘 王炳坤之妻 王安順之繼母，並被他針對，最後和好 王安心之繼母 王安全之母 一度被王炳坤懷疑與李勤力有一腿 |
| 郭晉安 | 王安順 | 阿順 王炳坤之子 馬秋香之繼子，並針對她，最後和好 王安心之兄 王安全同父異母之兄，與他不和，最後和好 楊家聰、狗仔之好友 被江靜芝暗戀，後為男友 因被廢柴陷害藏毒而入獄三年（第1集） 古威豹獄友 於第1集出獄，並被古威豹所逼而協助持械搶劫運鈔車，後被楊家聰槍傷（不知道對方的身份） 於第18集得知古威虎的真正身份而被他威脅協助運軍火，後得知楊家聰為射傷自己的飛虎隊成員 於第20集自首，被判入獄五年 |
| 宣 萱  | 王安心 | 阿心 記者 王炳坤之女 馬秋香繼女 王安順之妹 王安全同父異母之姐 楊家聰之女友 江靜茵之同事兼好友 於第11集被古威虎手下挾持 於第20集被古威虎綁架及槍傷，後康復 |
| 海俊傑 | 王安全 | Andy、阿全 王炳坤、馬秋香之子 王安順之弟，與他不和，最後和好 王安心之弟 Jackie之男友 暗戀雷真琴 於第20集為救王安順而被廢柴擊斃 |

### 楊家
| 演員   | 角色   | 關係/暱稱 |
| 羅 蘭  | 宋碧雲 | 嫲嫲（楊家聰專稱） 楊俊傑之母 楊家聰之祖母 林初荔之前奶奶                                                                             |
| 王 偉  | 楊俊傑 | 楊家聰之父 林初荔之前夫 宋碧雲之子 多年前因自己出軌而間接令林初荔抛夫棄子                                                             |
| 黃愷欣 | 林初荔 | 玉姐 化名林金玉 金玉茶餐廳老闆娘 楊家聰之母（對方不知情） 楊俊傑之前妻 宋碧雲之前媳 多年前因楊俊傑出軌而抛夫棄子 於第19集與楊家聰相認 |
| 呂頌賢 | 楊家聰 | 楊Sir、家聰 參見坪洲警署 |

### 江家
| 演員   | 角色   | 關係/暱稱                                                                                                 |
| 潘芝莉 | 江靜芝 | 阿芝 楊家聰之前女友 沈天祐之妻子 江靜茵之家姐 暗戀王安順，後為女友                                        |
| 劉美珊 | 江靜茵 | 阿茵 記者 江靜芝之妹 王安心之同事兼好友 於第11集被古威虎手下開槍射中頭部，蘇醒後變成痴呆 於第20集逐漸康復 |

### 雷家
| 演員   | 角色   | 關係/暱稱 |
| 焦 雄  | 雷添福 | 坪洲村長 羅石榴之夫 雷真琴、雷真輝之父 |
| 廖麗麗 | 羅石榴 | 雷添福之妻 雷真琴、雷真輝之母 |
| 蔣 克  | 雷真輝 | 阿輝 參見坪洲警署 |
| 袁彩雲 | 雷真琴 | Piano、阿琴 雷添福、羅石榴之女 雷真輝之姐 謊稱自己是廣告公司創作主任，實際為夜總會公關小姐 暗戀楊家聰 王安全之暗戀對象 於第20集被古威虎綁架及槍傷，後康復 |

### 古家
| 演員   | 角色   | 關係/暱稱 |
| 李國麟 | 古威虎 | 本剧终极大反派 虎哥、成哥 曾化名郭子成 悍匪 古威狼之堂兄 古威豹之胞兄 楊家聰之死敵 於第1集策劃持械搶劫運鈔車，後把阿華殺死 於第11集指示手下槍傷江靜茵，後把沈天祐擊斃 於第16集起進入坪洲，以郭子成的身份在金玉茶餐廳工作 於第18集威脅王安順協助運軍火 於第20集殺死狗仔，並綁架王安心、雷真琴，最後被楊家聰及警方擊斃 |
| 王俊棠 | 古威狼 | 狼哥 悍匪 古威虎之堂弟 於第20集被警方擊斃 |
| 黃德斌 | 古威豹 | 豹哥 悍匪 古威虎之胞弟 王安順之獄友 於第1集威逼王安順協助持械搶劫運鈔車，後被楊家聰擊斃 |

### 悍匪
| 演員   | 角色   | 關係/暱稱                                                                             |
| 李國麟 | 古威虎 | 虎哥、成哥 參見古家                                                                   |
| 王俊棠 | 古威狼 | 狼哥 參見古家                                                                         |
| 黃德斌 | 古威豹 | 豹哥 參見古家                                                                         |
| 郭卓樺 | 阿 昌  | 古威虎之手下 于第5集被王安順和狗仔槍殺                                                |
| 鄧汝超 | 阿 超  | 古威虎之手下                                                                          |
| 邵卓堯 | 阿 平  | 古威虎之手下 于第5集被王安順和狗仔槍殺                                                |
| 王維德 | 阿 華  | 古威虎之手下 於第1集出賣古威虎，後被他槍殺並棄屍於街頭                                |
| 游飈   | 阿 文  | 古威虎之手下 於第11集打劫打金工場，後挾持王安心，最後被沈天佑施計而被飛虎隊槍殺       |
| 王煒琳 | 阿 武  | 古威虎之手下 於第11集打劫打金工場 於第15集被當作古威虎的替死鬼                        |
| 曾健明 | 阿 耀  | 打金工人，被解僱 於第11集聯合古威虎打劫打金工場，同集被古威虎槍殺                     |
| 黃文標 | 廢 柴  | 古威虎之手下 於三年前（第1集）陷害王安順藏毒入獄 於第20集把王安全擊斃，後被王安順擊斃 |

### 其他演員
| 演員   | 角色         | 關係/暱稱 |
| 戴耀明 | 狗 仔        | 王安順之好友 於第20集為救王安心而被古威虎開槍射死 |
| 陳安瑩 | 羅山竹       | 龔小敏之母 |
| 伍慧珊 | 龔小敏       | 小敏 大學生 羅山竹之女 王安心之好友 因常被王安全等人欺負、學業壓力大，有輕微精神問題 于第13集放火燒金玉茶餐廳 于第14集燒垃圾站，再燒紙扎店已及再三燒跌打店 于第20集康复 |
| 何啟南 | Billy        | 雷真琴之男友 |
| 陳 琪  | Lily         | 雷真琴之好友，后反目 Alan之女友 |
| 麥嘉倫 | Alan         | Lily之男友 |
| 汪琳   | 陳瑩瑩       | 陳仲棋之女 金玉茶餐廳櫃員 喜欢曾英伟 |
| 羅君左 | 肥強         | 金玉茶餐廳侍應 |
| 李鴻杰 | 劉醫生       | 幫王安順取出子彈 |
| 陳狄克 | 根叔         | Jackie之父 跌打 |
| 宋芝齡 | Jackie       | 坪洲四大天王 根叔之女 王安全之女友 |
| 孫季卿 | 發叔         | |
| 楊證樺 | Arron        | 坪洲四大天王 |
| 杜大偉 | Leon         | 坪洲四大天王 |
| 李岡   | 整容醫生     | 第5集被古威虎挾持 |
| 文潔雲 | 整容醫生太太 | 第5集被古威虎挾持，後墮樓亡 |
| 黃成想 | 四哥         | Billy債主，向雷真琴追債 |
| 梁輝宗 | 四哥手下     | |
| 曾慧雲 | 阿斯         | 阿邦之妻 監守自盜，第7集被捕 |
| 虞天偉 | 阿邦         | 阿斯之夫 監守自盜，第7集被捕 |
| 古明華 | 馬富         | 馬偉業之父 蔡惠梅之夫 |
| 黃鳳瓊 | 蔡惠梅       | 馬偉業之繼母 馬富之妻 非法居民 第12集被送回大陸 第20集申請雙程證回港探親                                                                                                |
| 張智軒 | 馬偉業       | 馬富之子 蔡惠梅之繼子 |
| 招浩東 | 冼雞明       | 道友 |

## 收視
以下為該劇於香港無綫電視翡翠台之收視紀錄：
| 週次 | 集數  | 日期                  | 平均收視            | 收視百分比 |
| ---- | ----- | --------------------- | ------------------- | ---------- |
| 1    | 01-05 | 1998年8月3日-8月7日   | 32點（198.4萬觀眾） | 84%        |
| 2    | 06-10 | 1998年8月10日-8月14日 | 33點（202.2萬觀眾） | 87%        |
| 3    | 11-15 | 1998年8月17日-8月21日 | 35點（212.3萬觀眾） | 88%        |
| 4    | 16-20 | 1998年8月24日-8月28日 | 37點（223.8萬觀眾） | 89%        |

## 記事
- 此劇為宣萱第7次被脅持。[1]事源在2012年，有網民發現，自1994年無綫電視劇集《餐餐有宋家》開始18年來，每逢宣萱參演的古裝劇、時裝劇甚至電影角色全被安排做人質被綁架，被脅持的武器包羅萬有，當中宣萱於1994年無綫電視劇集《餐餐有宋家》被原子筆脅持最為荒謬，但每次角色因「主角光環」而安然無恙。截至2012年無綫電視劇集《飛虎》為止，宣萱曾於21套無綫電視劇集竟被脅持了22次，當中宣萱於2011年無綫電視劇集《萬凰之王》更被脅持了兩次，加上2011年新加坡劇集《萬福樓》、1996年無綫電視電影《虎膽虹威》及1997年電影《檔案X殺人犯》，宣萱共被脅持了25次，大破影視界紀錄，堪稱「存活率最高的人質王」，甚至被戲言「有宣萱的地方就有綁架發生」。[2]
- 於第五集中，古威虎挾持整容醫生夫婦事件，參考1997年台灣方保芳外科診所命案事件而改編。現實中匪徒陳進興與高天民，比劇中更殘暴更喪失人性。不單殺死整容醫師夫婦，還把女護士先姦後殺

## 外部連結
- 無綫電視官方網頁 - 離島特警
- 無綫電視官方網頁(TVBI) - 離島特警 （页面存档备份，存于）
- 《離島特警》 GOTV 第1集重溫

## 電視節目的變遷

### 首播
| 香港 無綫電視翡翠台 星期一至五 21:35-22:35 | 香港 無綫電視翡翠台 星期一至五 21:35-22:35 | 香港 無綫電視翡翠台 星期一至五 21:35-22:35 |
| ------------------------------------------ | ------------------------------------------ | ------------------------------------------ |
|                                            | 離島特警 （1998.08.03 - 1998.08.28）       |                                            |
| 陀槍師姐 （1998.07.06 - 1998.07.31）       | 妙手仁心 （1998.08.31 - 1998.10.10）       |                                            |

| 香港 無綫電視翡翠台 星期一至五 中午劇集時段 11:45-12:45 | 香港 無綫電視翡翠台 星期一至五 中午劇集時段 11:45-12:45 | 香港 無綫電視翡翠台 星期一至五 中午劇集時段 11:45-12:45 |
| ------------------------------------------------------- | ------------------------------------------------------- | ------------------------------------------------------- |
|                                                         | 離島特警 （2002.01.02 - 2002.01.29）                    |                                                         |
| 新同居關係 （2001.12）                                  | 皇家反千組 （2002.01.30- 2002.02.11）                   |                                                         |